# شارلوته غراهام
شارلوته غراهام (بالإنجليزية: Charlotte Graham)‏ هي رسامة نيوزيلندية، ولدت في 1972 في إقليم أوكلاند في نيوزيلندا.